# Pontiac Astre
Der Pontiac Astre war ein Pkw-Modell, das unter der Automarke Pontiac vom US-amerikanischen Automobilhersteller General Motors von 1974 bis 1977 produziert wurde und der dortigen Subcompact-Klasse zugerechnet wird.
Der Astre war das weitgehend identische Schwestermodell des 1970 eingeführten Chevrolet Vega.

## Modellgeschichte
Lieferbar war der im September 1974 vorgestellte, hinterradgetriebene Astre als zweitüriges Stufenheck- und als dreitüriges Fließheck-Coupé sowie als dreitüriger Kombi, jeweils angetrieben von einem 2,3 Liter großen Aluminium-Vierzylinder-Reihenmotor mit 79 oder, bestückt mit einem Doppelvergaser, 88 PS (58/65 kW), die ihre Kraft über ein Viergang-Schaltgetriebe oder eine Dreigangautomatik übertrugen.
Im Modelljahr 1976 sank die Leistung der Motoren auf 71/85 PS (52/62,5 kW) und gegen Aufpreis war ein neues Fünfgang-Schaltgetriebe zu haben. 1977 wurde die schwächere Version des Motors gestrichen, neu war hingegen ein 91 PS (67 kW) starker 2,5-Liter-Vierzylinder.
Im Herbst 1977 fiel der Astre gänzlich aus dem Angebot; bis dahin waren von ihm in Summe 147.500 Exemplare entstanden. Das Kombicoupé wurde mit geänderter Frontpartie in das Programm des technisch eng verwandten Pontiac Sunbird übernommen.